# Paradrapetes
Paradrapetes is een geslacht van kevers uit de familie  
kniptorren (Elateridae).
Het geslacht is voor het eerst wetenschappelijk beschreven in 1895 door Fleutiaux.

## Soorten
Het geslacht omvat de volgende soorten:
- Paradrapetes angustus (Fleutiaux, 1895)
- Paradrapetes serratus Aranda, 1999
- Paradrapetes villosus Fleutiaux, 1895